# Kara Killmer
Kara Killmer (nascida em 14 de junho de 1988) é uma atriz norte-americana, mais conhecida pelo seu papel de paramédica Sylvie Brett no drama da NBC Chicago Fire (bem como de aparecer nas séries Chicago Med e Chicago P.D., que juntas fazem o franchise One Chicago), de 2014 a 2024. Antes disso, fez parte do reality show original da Hulu If I Can Dream, em 2010.

## Infância e educação
Killmer nasceu em Crowley, Texas. Frequentou a Baylor University no Waco, Texas, e formou-se em 2010 em artes cénicas.

## Carreira
Killmer fez parte do reality show original da Hulu If I Can Dream em 2010, que falava sobre 5 aspirantes a atores e atrizes que tentavam a sua sorte no mundo do entretenimento, vivendo juntos em Los Angeles, com câmaras que seguiam todos os seus movimentos. “O objetivo de estar no programa era conseguir um trabalho que nos permitisse sair da casa e ir longe na carreira.”
Em 2014, Killmer conseguiu o papel de Athena True no thriller de ficção científica da NBC Tin Man, mas a série não foi escolhida para fazer parte da progrmação de 2014–15.  No mesmo ano, Killmer juntou-se ao elenco da série da NBC Chicago Fire como Sylvie Brett, a paramédica que substitui Leslie Shay (Lauren German), fazendo a sua primeira aparição no primeiro episódio da terceira temporada intitulado "Always", que estreou a 23 de setembro de 2014. Apareceu na capa da Chicago Splash em agosto de 2016 com as colegas de Chicago Fire Monica Raymund e Miranda Rae Mayo.
Killmer fez a sua estreia no cinema junto com o seu futuro marido Andrew Cheney e John Rhys-Davies no thriller de ação e aventura da Guerra Revolucionária, Beyond the Mask, lançado em 6 de abril de 2015.

## Vida pessoal
A 14 de maio de 2016, Killmer casou-se com Andrew Cheney, que conheceu a 27 de agosto de 2012, no set do filme Beyond the Mask.

## Filmografia

### Filmes
| Ano  | Título          | Papel              | Notas          | Ref. |
| ---- | --------------- | ------------------ | -------------- | ---- |
| 2012 | Remnant         | —                  | Curta-metragem |      |
| 2012 | Prank           | Beth               | Curta-metragem |      |
| 2015 | Beyond the Mask | Charlotte Holloway |                |      |
| 2019 | The Follower    | Mary               | Curta-metragem |      |

### Televisão
| Ano       | Título                                  | Papel          | Notas                                   | Ref.          |
| --------- | --------------------------------------- | -------------- | --------------------------------------- | ------------- |
| 2010      | Kangsi Coming (康熙來了)                | Herself        | Convidada; episódio: "小年夜之漢典當家" |               |
| 2010      | If I Can Dream                          | Herself        | Papel principal, 32 episódios           | [ 8 ]         |
| 2011      | Scary Tales                             | Rapunzel       | Episódio: "The Pied Piper & Rapunzel"   |               |
| 2012      | Jane by Design                          | Blonde Girl    | Episódio: "The Image Issue"             |               |
| 2013      | Rosa the Imposer                        | Sandra         | Episódio: "# Equality"                  |               |
| 2013      | Horizon                                 | Anna Webber    | Filme de TV                             |               |
| 2014      | Tin Man                                 | Athena True    | Piloto da NBC                           | [ 9 ]         |
| 2014–2024 | Chicago Fire                            | Sylvie Brett   | Papel principal                         | [ 10 ]        |
| 2014–2020 | Chicago P.D.                            | Sylvie Brett   | Papel recorrente                        |               |
| 2015–2021 | Chicago Med                             | Sylvie Brett   | Papel recorrente                        |               |
| 2017      | Chicago Justice                         | Sylvie Brett   | Episódio: "AQD"                         |               |
| 2017      | Special Skills                          | Rececionista   | Episódio: "Hot Tea"                     |               |
| 2018      | Sleeper a.k.a. My Husband’s Secret Life | Jennifer Jones | Filme de TV                             | [ 11 ] [ 12 ] |